# Roverè Veronese
Roverè Veronese é uma comuna italiana da região do Vêneto, província de Verona, com cerca de 2.083 habitantes. Estende-se por uma área de 36,48 km², tendo uma densidade populacional de 58 hab/km². Faz fronteira com Bosco Chiesanuova, Cerro Veronese, Grezzana, San Mauro di Saline, Selva di Progno, Velo Veronese, Verona.

## Geografia Física
Roverè Veronese é uma comuna no trecho médio do Vale de Squaranto (em italiano:  Valle di Squaranto, ou simplesmente Val Squaranto) localizada a 853 metros acima do nível do mar. Distante aproximadamente 28 quilômetros de Verona, a nordeste. A comuna se estende ao longo do Val Squaranto. O território atinge mais de 1500 metros. O relevo, como toda a região da Lessinia é cárstico. Existem inúmeras grutas e cavidades naturais, como a Caverna do Capriolo em Roverè 1000. Na parte norte do território, após atravessar a comuna de Velo, há uma estação de esqui chamada Conca dei Parpari uma depressão provavelmente rica em reservatórios subterrâneos.

## Etimologia
O topônimo soa Roveràit em cimbro, uma antiga língua de origem germânica outrora comum nas treze comunas veronesas, e é um fitônimo, que reflete o latino "robur", carvalho (Quercus petraea).

## História
Como muitos lugares da Lessinia, a fundação de Roverè tem início na pré-história, de fato, ela surgiu de uma aldeia do Neolítico com vestígios de um dos mais antigos assentamentos. Em toda a área da comuna foram encontradas fortificações que datam da Idade da Pedra. É a primeira área onde se estabeleceram os cimbros em Verona, após o decreto de Bartolomeo della Scala de 5 de fevereiro de 1287, que permitiu a presença de cerca de 200 cimbros (colonos alemães) provenientes de Vicenza principalmente para cortar madeira e fazer carvão. Um contrato de arrendamento foi firmado em 1376 pelo bispo Pietro della Scala, válido por 29 anos, renováveis, com Olderico de Altissimo e Olderico de Vicenza, líderes dos colonos alemães (doravante denominados "timbri"). No século XIII Roverè torna-se paróquia, e em 1375 se separa de Bosco Chiesanuova e Cerro Veronese.

## Demografia
| Variação demográfica do município entre 1861 e 2011                               |
|                                                                                   |
| Fonte: Istituto Nazionale di Statistica (ISTAT) - Elaboração gráfica da Wikipedia |

## Igrejas
Existem as seguintes igrejas em Roverè Veronese:
- Igreja de San Niccolò (São Nicolau) - Século XIV;
- Igreja de San Rocco (São Rocco) - Século XVII;
- Igreja de San Vitale (São Vital) - Século XX;